# Coryphaenoides ariommus
 Coryphaenoides ariommus és una espècie de peix de la família dels macrúrids i de l'ordre dels gadiformes.

## Morfologia
- Els mascles poden assolir 46 cm de llargària total.[4][5]

## Hàbitat
És un peix d'aigües profundes que viu entre 768-1860 m de fondària.

## Distribució geogràfica
Es troba des del nord del Perú fins al sud de Xile. També és present al Pacífic oriental central.